# Louis Boëz

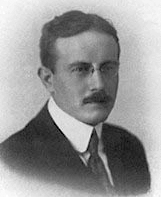
Louis Boëz vor seiner Kanada-Reise

Louis Boëz (* 8. Februar 1888 in Maroilles im Département Nord; † 24. März 1930 in Đà Lạt, Indochina) war ein französischer Mediziner und Bakteriologe. Ihm sind mikrobiologische Entdeckungen des frühen 20. Jahrhunderts zu verdanken. Mehr noch hat er die Entdeckungen anderer Forscher seiner Epoche in nutzbare Laborpraktiken umgesetzt. Insbesondere ist sein Name mit der Internationalisierung des Institut Pasteur verknüpft.

## Ausbildung und akademische Karriere
Nach dem Studium an der Universität Lille, wo zuvor bereits Louis Pasteur Professor gewesen war, arbeitete er ab 1908 als Externe des Hôpitaux (vergleichbar mit einem klinischen Semester) und wurde 1910 als Jahrgangsbester promoviert. Hierauf wurde er Schüler von Albert Calmette, dem damaligen Leiter des Institut Pasteur, wo er 1912 eine Assistentenstelle erhielt. Im Ersten Weltkrieg diente er in der französischen Orientarmee, bis er in die bakteriologischen Laboratorien der Armee abkommandiert wurde. Zwischen Kriegsende und Mitte der 1920er-Jahre entwickelte sich seine akademische Karriere bis zum Professor der medizinischen Fakultät der Universität Straßburg und ins Direktorium des ebenda ansässigen Hygiene-Instituts Straßburg.

## Leben und Wirken
Zu Beginn seines Berufslebens veröffentlichte Louis Boëz eigene Beobachtungen über die Folgeschäden von Vergiftungen mit Stickoxiden sowie eine Serie von Notizen über Themen wie Spirochätose, filtrierbare Viren und Methoden der Serodiagnose bei Syphilis.
Von 1920 an arbeitete er zusammen mit dem französischen Bakteriologen Amédée Borrel (Namensgeber für die Borreliose) und dem Schweizer Virologen André de Coulon am Studium der Tuberkulosebakterien, ihres Umgebungsmilieus, ihrer Fähigkeit zu infizieren sowie der Veränderung der Giftigkeit des Tuberkulins. Damit verhalf er dem Tuberkulin-Test zu einer sicheren Anwendbarkeit und weiteren Verbreitung.
Mit denselben Forschern untersuchte er die Wirkung verschiedener Metalle und Teer auf die Krebstumore bei Mäusen, also auf die krebsartigen Erbanlagen derartiger Nagetiere. Noch in Straßburg begann er die Arbeit über anaerobe Mikroben. Insbesondere entwickelte er die in der labormäßigen Diagnose bekannte anaerobe Hämokultur als wichtigen Meilenstein in der Diagnose der Blutvergiftung. Im Auftrag des Instituts Pasteur war er Teilnehmer einer Mission, die ihn 1925 ans Rockefeller Institut nach New York führte, um sich Kenntnisse der Forschungsergebnisse von Peter K. Olitsky und Frederick L. Gates über neuentdeckte mikrobielle Elemente in frühen Stadien epidemisch auftretender Grippe und akutem, schwerem Schnupfen (aus heutiger Sicht eine Art Schweres Akutes Atemwegssyndrom anzueignen. Dieser Austausch amerikanischer und französischer Forscher war ein voller Erfolg, was sich in gemeinsamen Arbeiten und Veröffentlichungen äußerte – mit Olitsky zeigte er die Wirkung von Bacteria Pneumosintes in Lungengewebe auf und veröffentlichte 1927 mit ihm im Journal of Experimental Medicine vier Artikel über die Eigenschaften der Maul- und Klauenseuche.
Im Jahr 1927 hielt Boëz auf Einladung des franco-kanadischen Instituts eine Konferenz-Serie über Bakteriologie an den Universitäten von Montreal und Québec ab. Gerade zu diesem Zeitpunkt brach in Montreal eine schwere Typhus-Epidemie aus, und der verfügbare Impfstoff erschöpfte sich rasch. L. Boëz organisierte damals im klinischen Labor des Krankenhauses Nôtre Dame von Montreal die Produktion eines zur Schluckimpfung geeigneten Lebendimpfstoffs (4000–5000 Einheiten täglich), welche die Epidemie in einigen Wochen besiegte. Hierauf sah sich die Universität von Montreal veranlasst, ein bakteriologisches Institut zu gründen und L. Boëz den Posten des Direktors anzutragen. Diesen hatte er nur kurz inne, denn das Direktorium des Instituts Pasteur übertrug ihm kurze Zeit später die Verantwortung für ein Tochterinstitut in Indochina, sodass er ab 1927 die Nachfolge von François Guérin als Direktor des Instituts Pasteur von Saigon antrat und bis 1930 beibehielt. Seit jener Zeit haben sich die von Louis Boëz geknüpften Bande erhalten, seine Verdienste um die schnelle Ursachenforschung und erfolgreiche Bekämpfung der Typhusepidemie von 1926 haben eine lange, produktive Tradition franko-kanadischer Wissenschaftsforschung begründet und werden bis heute nicht zuletzt in der kanadischen Louis Pasteur-Stiftung wachgehalten.
Neben seinen administrativen Aufgaben setzte Louis Boëz in Indochina zielstrebig seine Forschungsarbeit fort. Mit J. Guillerm und H. Marneffe fasste er eine Behandlung von Lepra durch Einnahme einer auf dem an sekundären Pflanzenstoffen reichhaltigen Mangostane-Öl basierenden Seife ins Auge. Außerdem erforschte er die Wirkung der vietnamesischen Spezialität Nuoc-mam, einer durch fermentierte Giftstoffe hergestellten Fischsauce und machte die Rolle anaerober Flora bei ihrer Herstellung augenscheinlich. Er studierte die keimtötende Wirkung des Blutes und verbesserte die Diagnostik verschiedener Bluterkrankungen. Bei dieser Gelegenheit perfektionierte er seine bereits zuvor entdeckte Technik der anaerobischen Hämokultur. 1928 übersetzte er Gideon Wells‘ Werk Die chemischen Aspekte der Immunität (Les aspects chimiques de l’immunité), versah es mit Kommentaren und publizierte es beim Verlagshaus Gaston Dion & Cie. Im darauffolgenden Jahr erhielt er von Émile Roux, dem Direktor des Instituts Pasteur, seine Ernennung zum beigeordneten Direktor der Übersee-Institute Pasteur (Instituts Pasteur d’Outre-mer) sowie 1929 einen Sitz in der franco-chinesischen Kommission zur Evaluierung der Gründung eines Instituts Pasteur in Shanghai. Während seiner Forschungsarbeiten über die keimtötenden Eigenschaften des Blutes erlitt er eine durch Typhusbazillen verursachte Blutvergiftung, an deren Folgen er am 24. März 1930 verstarb. Posthum wurde sein letzter Artikel über physisch-chemische Eigenschaften der Immunität (Les théories physico-chimiques de l’immunité). Joseph Mesnard trat seine Nachfolge an der Spitze des Instituts Pasteur in Saigon an.

## Veröffentlichungen
Louis Boëz publizierte mit renommierten Forschern wie: A. Borrel, de Coulon, E. Duhot, Freysz, J. Guillerm, R. Keller, A. Kerlstadt, Lanzanby, L. Leclercq, H. Marneffe, P. K. Olitsky, Pautrier, L. Robin, J. Schreiber, Vaucher.
- Les aspects chimiques de l’immunité / par H. Gideon Wells; traduit et annoté par le docteur L. Boëz, 1928.
- Louis Boëz: Hygiène rurale, Strasbourg (1929).
- L. Boëz, J. Schreiber: Les Bactériémies à „Bacillus perfringens“. Strasbourg (1927).